# 동구·미추홀구 갑
동구·미추홀구 갑은 대한민국의 국회의원 선거구이다. 인천광역시 동구 전체와 미추홀구의 일부를 관할한다. 현 국회의원은 더불어민주당의 허종식이다.

## 역사
2020년 제21대 국회의원 선거를 앞두고 기존의 중구·동구·강화군·옹진군 선거구가 인구 상한선 초과로 인해 동구가 떨어져 나오면서 미추홀구와 함께 선거구를 구성하게 되었다. 이에 기존의 남구 갑 선거구에 동구 지역이 편입되어 동구·미추홀구 갑 선거구가 신설되었다. 한편 남구 을 선거구 역시 동구·미추홀구 을로 명칭이 변경되었다.

## 관할 구역
| 대수      | 관할 구역 |
| --------- | --- |
| 21대~현재 | 미추홀구 도화1동, 도화2·3동, 주안1동, 주안2동, 주안3동, 주안4동, 주안5동, 주안6동, 주안7동, 주안8동 동구 일원 |

## 역대 국회의원
| 선거   | 정당 | 정당         | 의원   |
| ------ | ---- | ------------ | ------ |
| 2020년 |      | 더불어민주당 | 허종식 |
| 2024년 |      | 더불어민주당 | 허종식 |

## 역대 선거 결과

### 대한민국 제21대 국회의원 선거
|  | 48.77% |

|  | 42.17% |

|  | 7.90% |

|  | 1.14% |

### 대한민국 제22대 국회의원 선거
|  | 53.73% |

|  | 46.26% |